# Kanton Bastelica
Kanton Bastelica (francouzsky Canton de Bastelica) je francouzský kanton v departementu Corse-du-Sud v regionu Korsika. Tvoří ho 5 obcí.

## Obce kantonu
- Bastelica
- Cauro
- Eccica-Suarella
- Ocana
- Tolla